# Ольгинский район

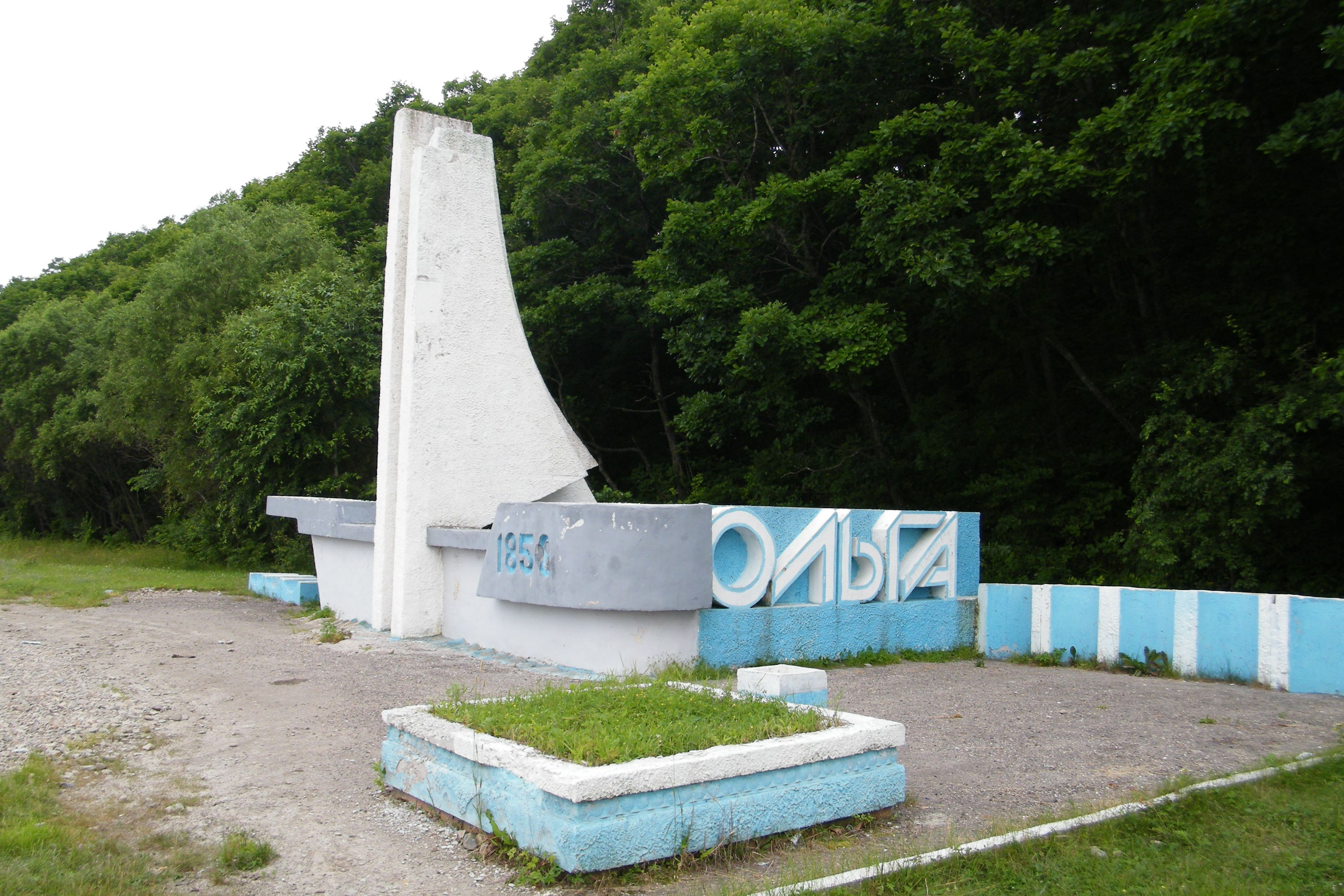
Стела перед посёлком Ольга

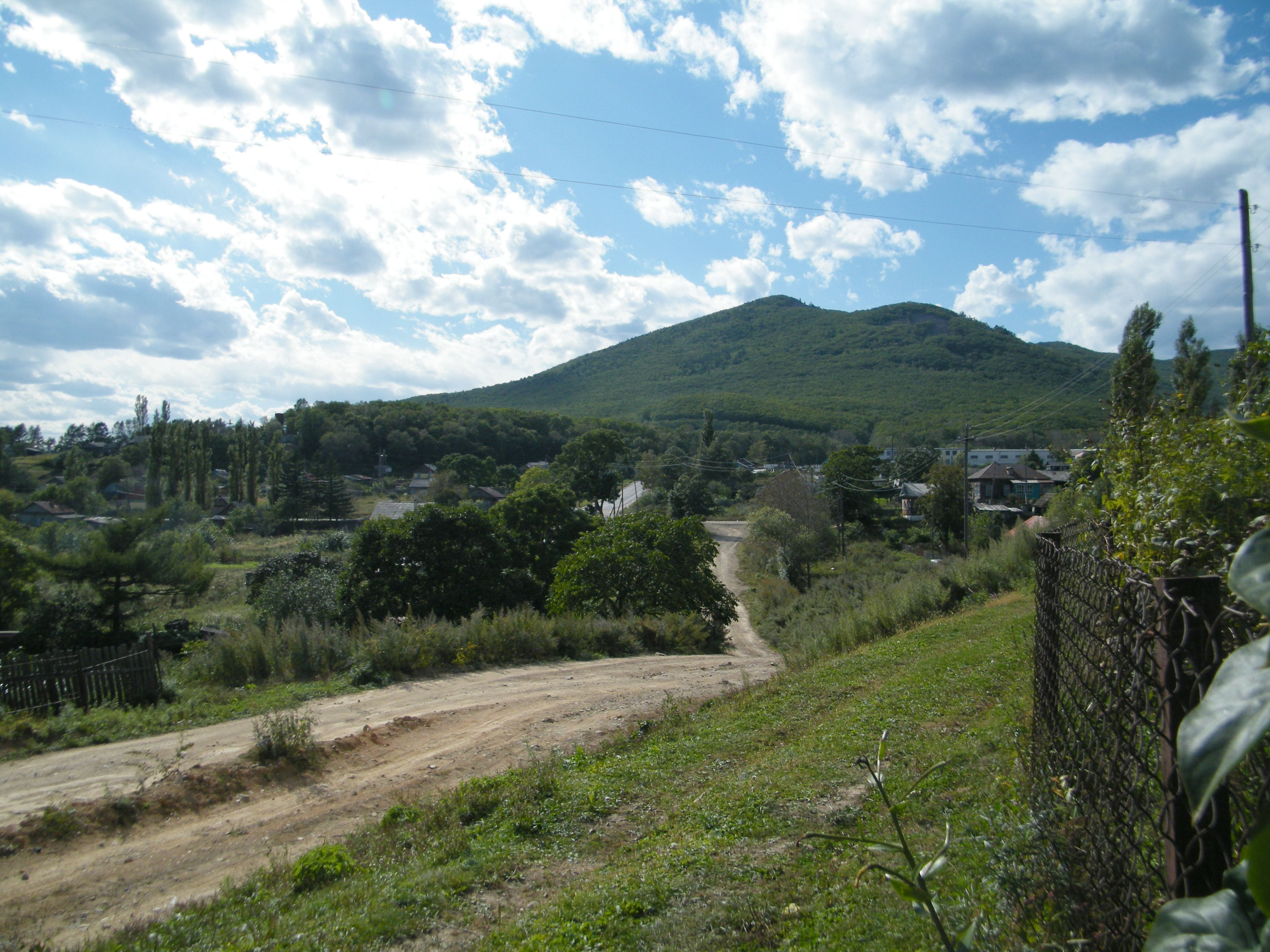
Посёлок Ольга, гора Крестовая

О́льгинский райо́н — административно-территориальная единица (район)  в Приморском крае России. В рамках организации местного самоуправления ему соответствует муниципальное образование Ольгинский муниципальный округ (с 2004 до 2022 гг. — муниципальный район).
Административный центр — посёлок городского типа Ольга на берегу залива Ольги.
Постановлением Президиума ВЦИК от 4 января 1926 года был образован Ольгинский район с центром в селении Ольга.

## География
Ольгинский район расположен на побережье Японского моря.
Территория района имеет вытянутую вдоль берега конфигурацию. Естественными границами являются берега Японского моря, горный хребет Сихотэ-Алинь и его отроги — Ольгинский хребет и др.
На севере Ольгинский район граничит с Кавалеровским, на западе — с Чугуевским, на юге — с Лазовским районами.
Площадь района составляет 6 415,98 км².
Общая протяжённость границ — 457 км, в том числе морская — 145 км, сухопутная — 307 км.
Ольгинский район приравнен к районам Крайнего Севера.
Рельеф
Ольгинский район лежит в зоне отрогов хребта Сихотэ-Алинь и представляет гористую, глубокоизрезанную местность. Горные отроги главного хребта доходят до берега моря и обрываются скалистыми берегами.
Элементы, слагающие рельеф района, можно классифицировать на три группы: сопки с крутыми склонами, увалы, долины рек.
Из всех перечисленных элементов рельефа для сельского хозяйства используются долины рек (пойма) и увалы, на которые падает незначительная часть территории района.
Преобладающим рельефом являются сопки с крутыми склонами. Абсолютные отметки отдельных высот на западной границе района, проходящей по водоразделу Сихотэ-Алиня, достигают 1200—1600 метров (высшая точка, гора Снежная, достигает высоты 1683 м). Крутизна склонов в среднем 25-30 градусов. По склонам широко развиты осыпи и курумы.
Пойма нижнего течения рек частично заболочена.

### Климат
Климат района характерный для прибрежной зоны Приморского края.
Эти особенности обуславливаются тем, что с одной стороны район граничит с морем, а с другой — с горным хребтом Сихотэ-Алинь, территория района расчленена отрогами хребта на изолированные друг от друга долины, что порождает климатические разности.
Климат прибрежной зоны несколько отличается от горной, отдалённой от моря части района.
Климат района имеет ярко выраженный муссонный характер (умеренно-теплый и избыточно-влажный).
Лето обычно теплое, влажное, со значительным количеством осадков. Средняя температура воздуха в июне 14—16° С, в июле-августе 17—20° С, в сентябре 15—17° С. Максимальная до +34° С. Средняя температура октября в прибрежной Ольге +10,5° С, что на полградуса выше, чем в Ванкувере и Ростове-на-Дону в это же время. Зима холодная и более сухая. Самый холодный месяц — январь, когда температура воздуха по ночам часто понижается до −20—25° С, а в горной части района — до −28—35° С.
Количество выпадающих осадков не бывает постоянно. Наибольшая относительная влажность наблюдается с июня по август, что обусловлено влиянием муссонов, наименьшая — в марте, апреле, октябре, а на побережье моря — в ноябре и в декабре.
Облачность наибольшая летом. Туманы наблюдаются преимущественно в период с апреля по сентябрь. Число дней с туманами за этот период составляет 80—95 % от годового их количества.
Распределение осадков также характерно для муссонного климата. За период с апреля по сентябрь выпадает 75—85 % от годового их количества. Среднегодовое количество осадков − 688 мм. Осадки выпадают в виде дождя, часто ливневого характера, что сильно сказывается на сельскохозяйственном производстве и почвообразовании.
Снежный покров бывает незначительным и неустойчивым. Первый снег выпадает в третьей декаде октября. Высота снежного покрова 15—20 см. Число дней со снежным покровом 107. Зимой, в период выноса морского воздуха ветрами южных направлений, возможны оттепели с повышением температуры воздуха до +3…+9 °C. Оттепели отрицательно влияют на перезимовку сельскохозяйственных культур, диких животных и птиц.
Количество дней с температурой воздуха выше +10 °C — 130—150.
Агроклиматические условия района вполне благоприятны для развития сельского хозяйства.
Растительный и животный мир

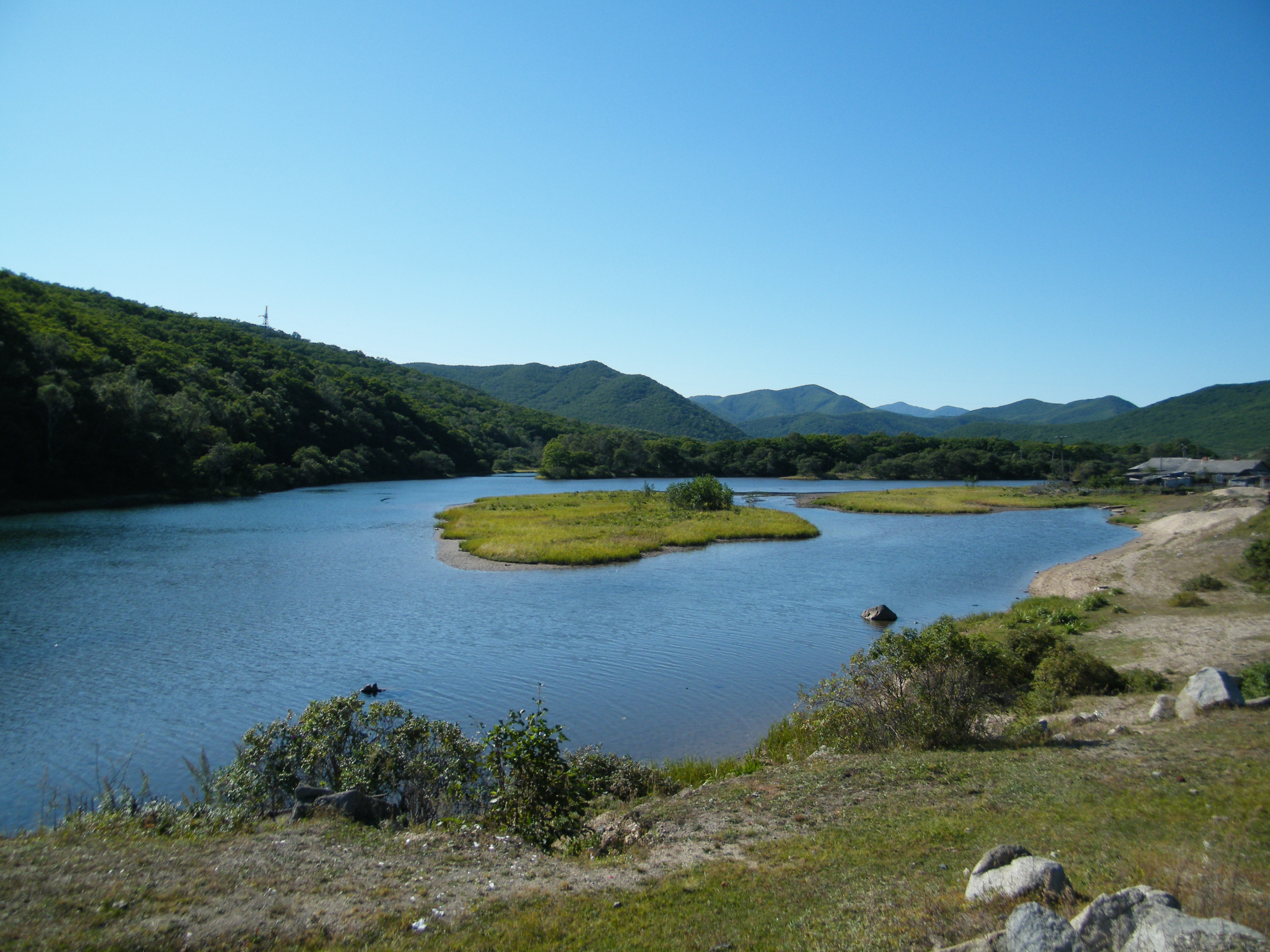
Нерестовая река Мокруша

В лесах Ольгинского района произрастают дуб, берёза, ясень, клён, вяз, липа, ольха, тополь, ива, бархат амурский, орех маньчжурский, акация, сирень и др., из дикорастущих плодовых и ягодниковых — груша, яблоня, абрикос, черёмуха обыкновенная, боярышник, калина, смородина, вишня войлочная, малина и др.
Имеют распространение и лианы: амурский виноград, лимонник, актинидия.
Встречаются реликтовые породы — диморфант, тис, аралия.
Условия заготовки древесины неблагоприятные.
Животный мир также как и растительный отличается большим разнообразием.
Из парнокопытных в тайге обитают: горал, изюбр, коза, кабарга, пятнистый олень.
Типичными представителями тайги являются медведь, дикие свиньи.
Из хищные обитают уссурийский тигр, волк, дикая кошка. Из промысловых (пушных и меховых) животных водятся: выдра, енотовидная собака, лиса, колонок, соболь, норка, белка, барсук, харза, заяц.
В Японском море, заливах и бухтах обитают все виды животных и растений, характерных для этого региона.
В горных реках Ольгинского района водится гольян, хариус, ленок, таймень. На нерест заходит кета, горбуша и сима.
В пресноводных озёрах и старицах рек акклиматизирован карась.
Гидрография

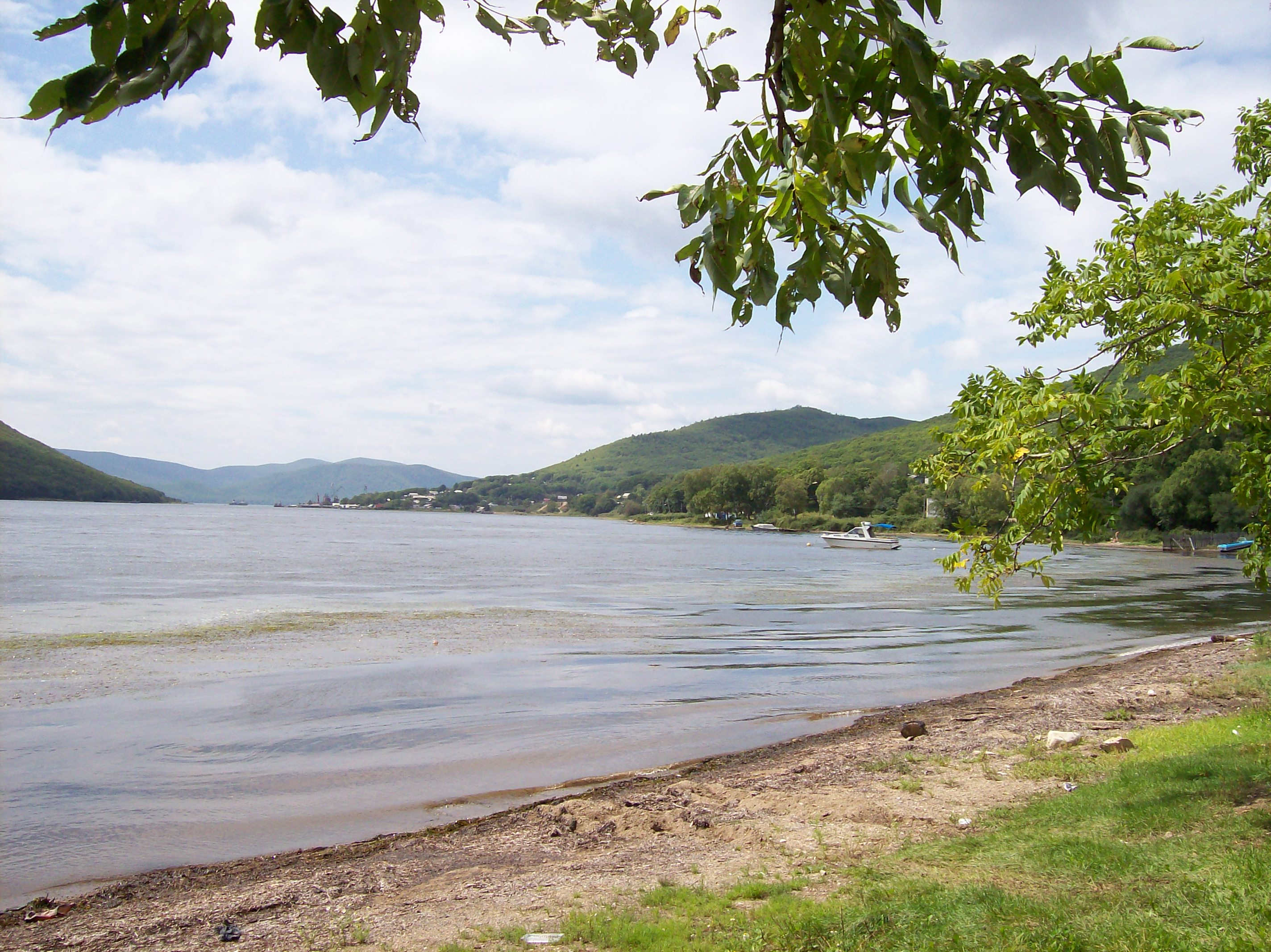
Бухта Ольга

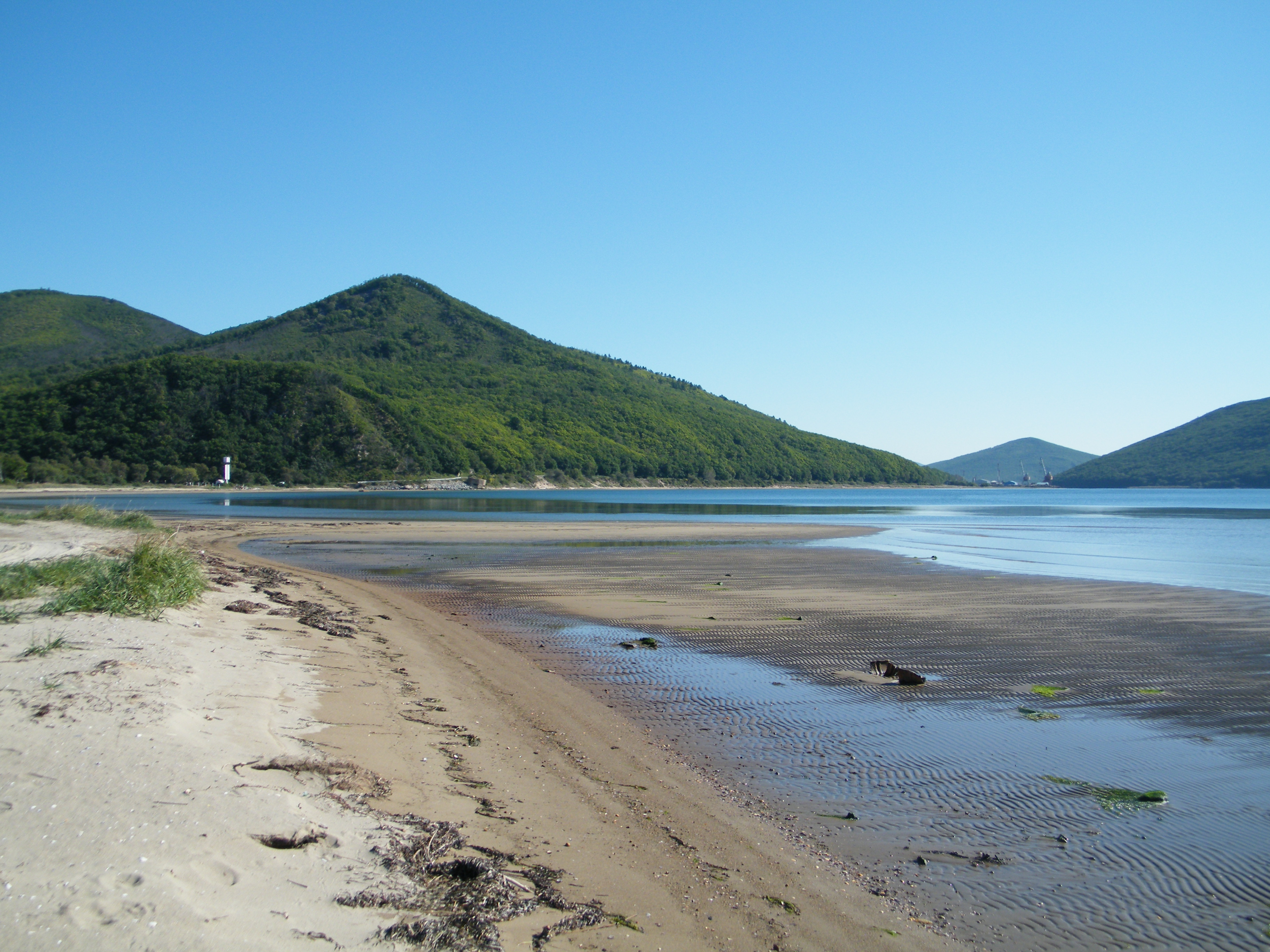
Залив Ольги, отлив

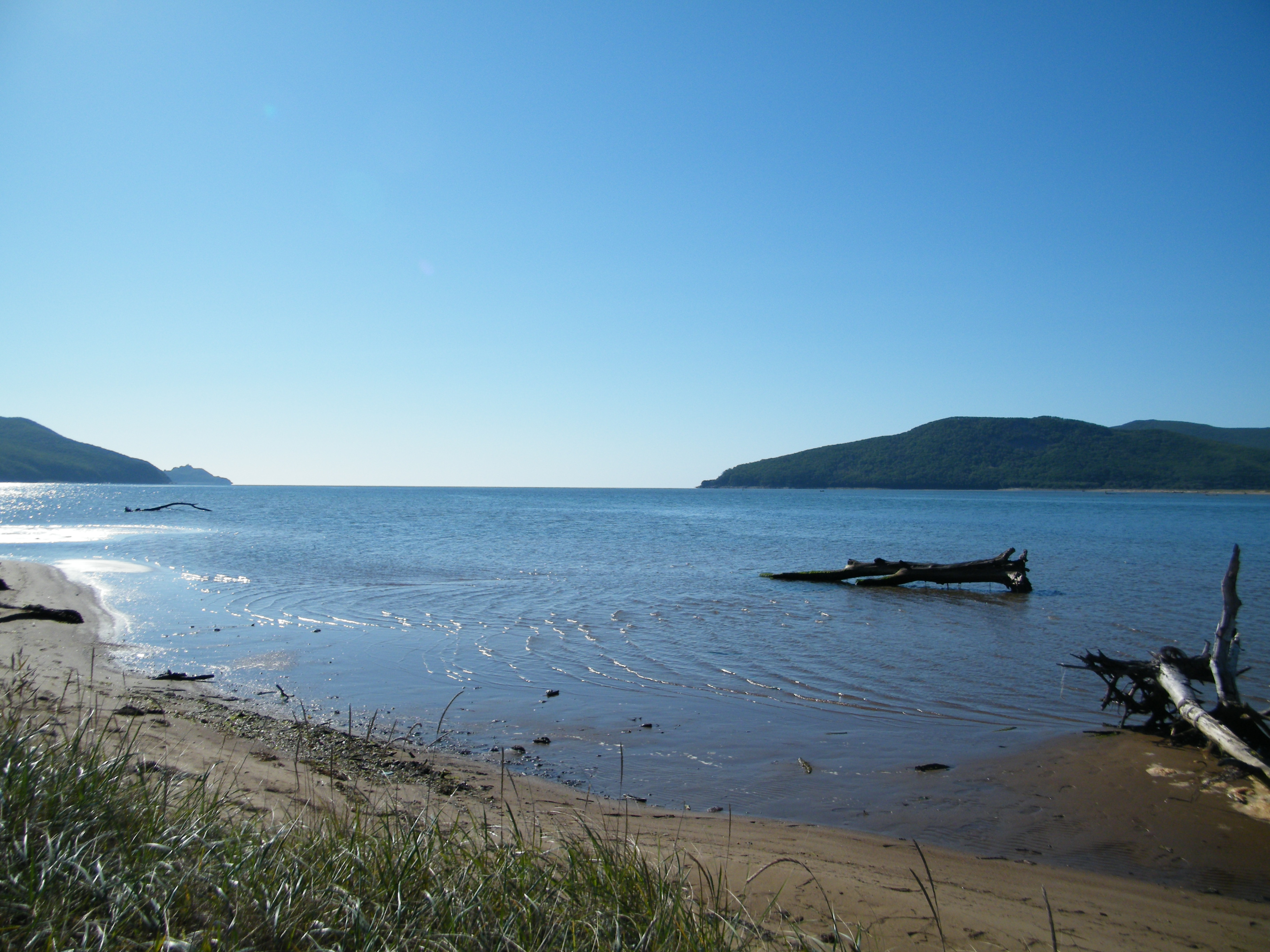
Залив Ольги и река Аввакумовка

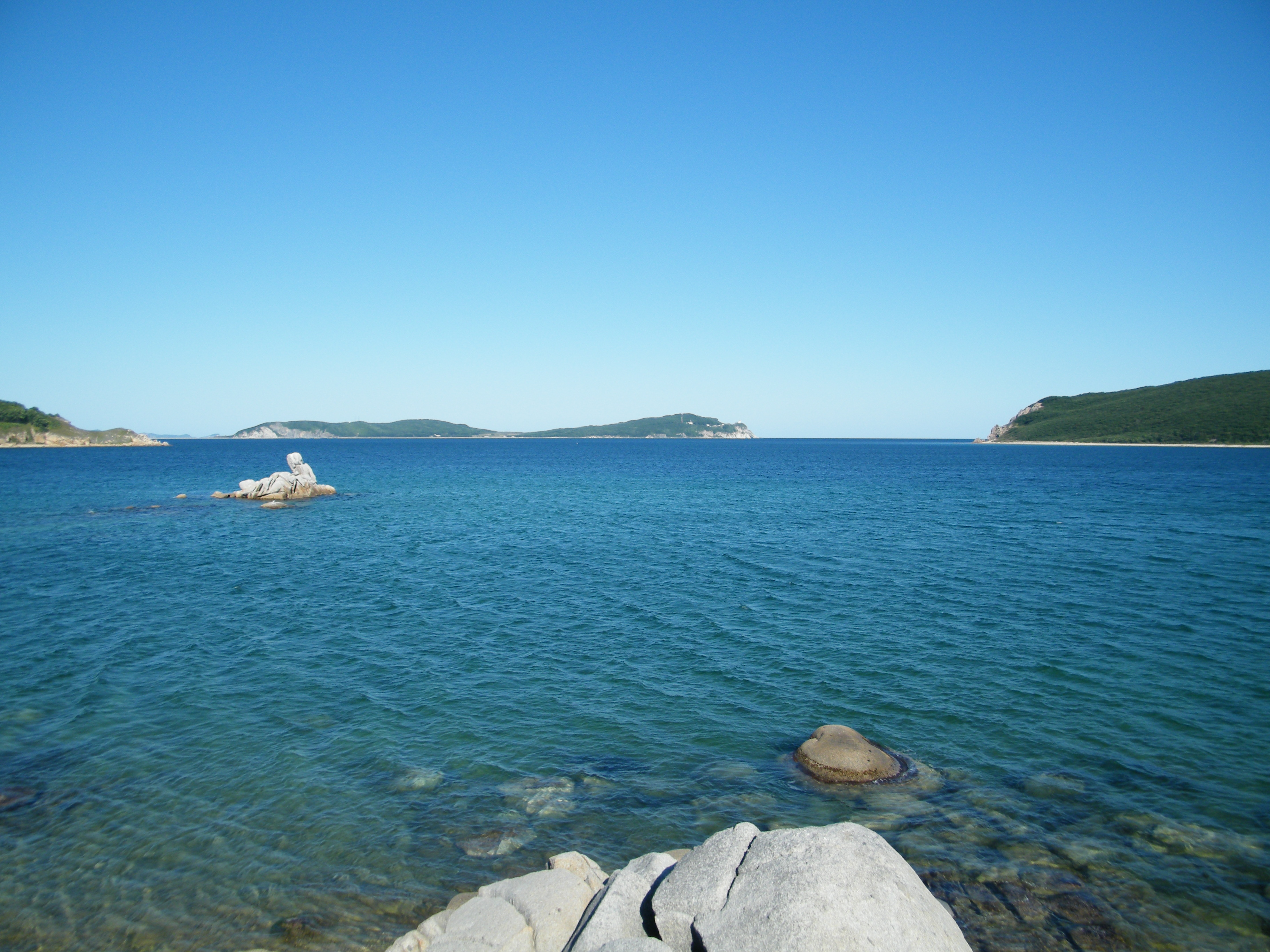
Залив Владимира

Гидрографическая сеть района развита хорошо.
Берега Ольгинского района омываются Японским морем, в Ольгинском районе расположены два крупных залива — залив Ольги и залив Владимира. На побережье находятся множество мелких открытых бухт.
В заливе Ольги расположен морской порт, залив Владимира является местом базирования Тихоокеанского флота ВМФ России, вход гражданским судам в залив запрещён.
Главные реки, долины которых составляют обжитую часть района: Милоградовка, Маргаритовка, Аввакумовка — берут начало от водораздела хребта Сихотэ-Алинь, текут в направлении с севера-запада на юго-восток и впадают в Японское море, являются водоёмами высшей категории по нересту рыбы лососёвых пород.
Менее значительные реки Ольга, Тумановка, Брусиловка, Васильковка. 

Реки района носят горный характер, имеют большое падение со множеством перекатов.
Во время обильных осадков реки выходят из берегов, нанося большой ущерб всем отраслям хозяйства, особенно сельскому. Наводнения повторяются периодически, через несколько лет и приурочиваются к концу августа-сентября. Самые сильные разрушительные наводнения были в 1934, 1954, 1968, 1987 и в 1994 годах, когда поймы рек превращались в сплошные русла стремительных потоков.
Самая большая река района — Аввакумовка, впадает в залив Ольги. Площадь её бассейна около 248 тыс. га, суммарный сток — 1 817 600 тыс. куб. м. Амплитуда колебания уровня превышает 2,7 м. Русло засорено наносным коряжником. Падение в среднем и нижнем течение 2—6 м. В верхнем доходит до 10—12 м. Ширина долины в нижнем течении 1,5 км, в верхнем 0,5—1,5 км. Её главные притоки: Арзамазовка, Васильковка, Минеральная, Форельная. В бассейне Аввакумовки сосредоточена половина сельскохозяйственного землепользования района.
В залив Владимира возле села Весёлый Яр впадает река Мокруша, имеющая нерестовое значение.
На юге района в Японское море впадают реки Маргаритовка и Милоградовка. Река Маргаритовка — площадь бассейна 107 тыс. га., суммарный сток 259 250 тыс. м³, впадает в бухту Моряк-Рыболов.
Река Милоградовка с бассейном 60,7 тыс. га. В нижнем течении долина реки расширяется до 3—4 км, образуя пойму с лучшими в районе пахотными и луговыми угодьями. Одна из красивейших рек в Ольгинском районе. В своём верхнем течении она прорезает между горами Дед и Канихеза один из отрогов Сихотэ-Алиня и течёт между высокими скалами. Почти на всём протяжении она зажата скальными выходами, образующими в верхнем и в среднем течении реки несколько крупных водопадов и порогов. Река образуется слиянием ручьёв: Прямого, Длинного и Ветвистого. Ниже в неё впадает множество притоков, наиболее красивые из которых — ключи Каменский и Разбойник. На своём протяжении река несколько раз меняет цвет своих берегов — от розового до голубого. Во многих местах из-под береговых обрывов текут струйки воды, окрашивая под собой полосу грунта в красно-бурый цвет (от окислов железа). Впадает в бухту Милоградовка.
Горный характер рек района, их разрушительные действия, смывы почвенного покрова, вывод сельскохозяйственных земель из хозяйственного оборота вследствие наводнений, размеры которых ежегодно увеличиваются в связи с расширением освоения земель в поймах рек, вырубкой лесов, требует строительство противопаводковых гидротехнических сооружений.
В верховьях крупных рек необходимо строительство противопаводковых плотин и дамб, а на реках Милоградовка, Маргаритовка, Васильковка, Фурманово, Арзамазовка — строительство плотин двойного назначения: использование противопаводковых плотин для малых гидроэлектростанций с установленной мощностью до 5 тыс. киловатт с годовой выработкой до 25,5 млн киловатт-часов электроэнергия.
Больших озёр в районе нет. Наиболее крупные — солёное озеро Известняк, образуемое дельтой одноимённой реки на берегу моря в северной части района, и озеро Пресное в районе бухты Южная залива Владимира.
Эти озёра, как и другие, более мелкие, хозяйственного значения не имеют. Реки и озёра района не имеют судоходного значения, исключительно маломерное, в нерестовых реках использование двигателей внутреннего сгорания запрещено.

## История

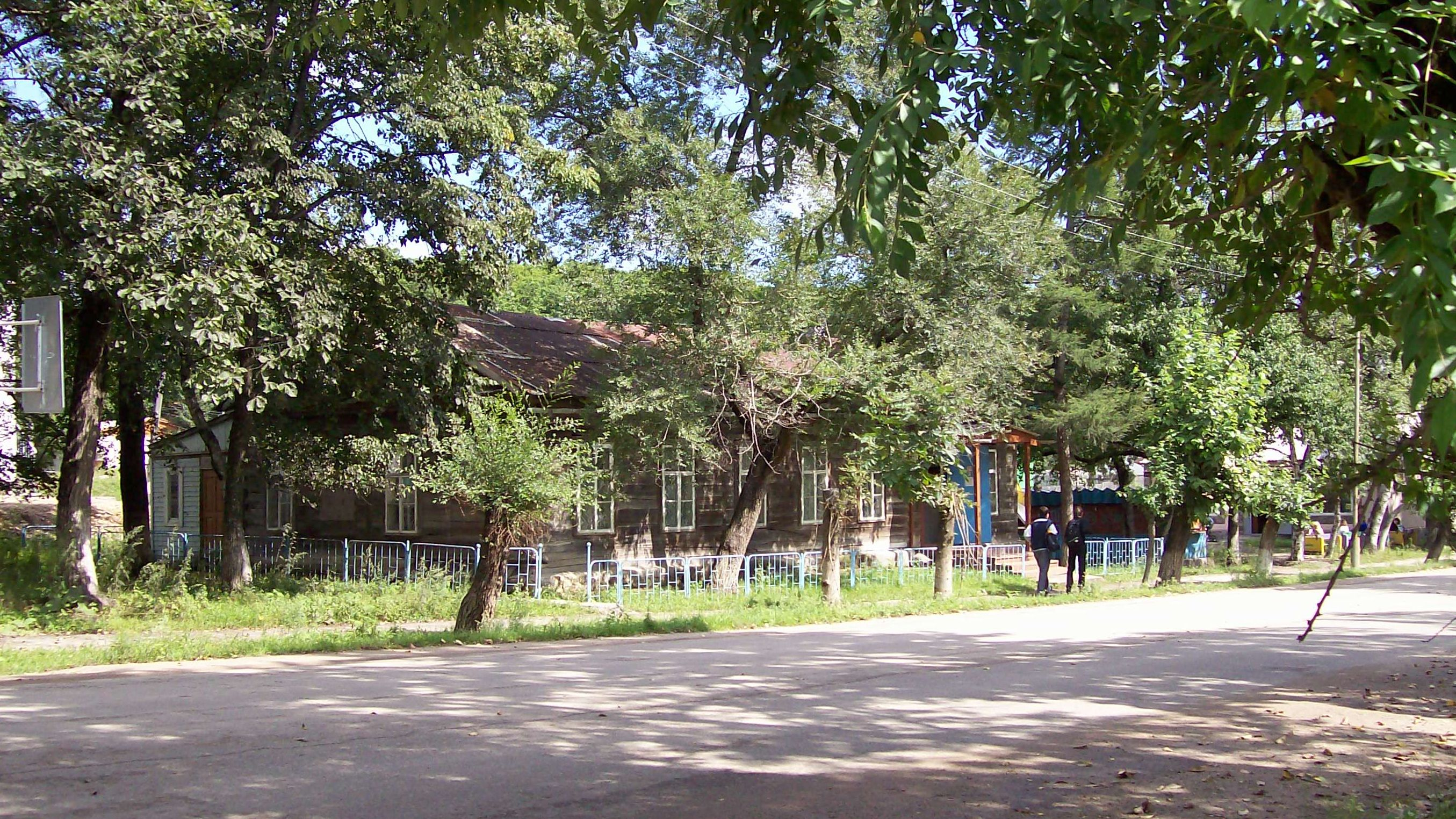
Музей Ольгинского района

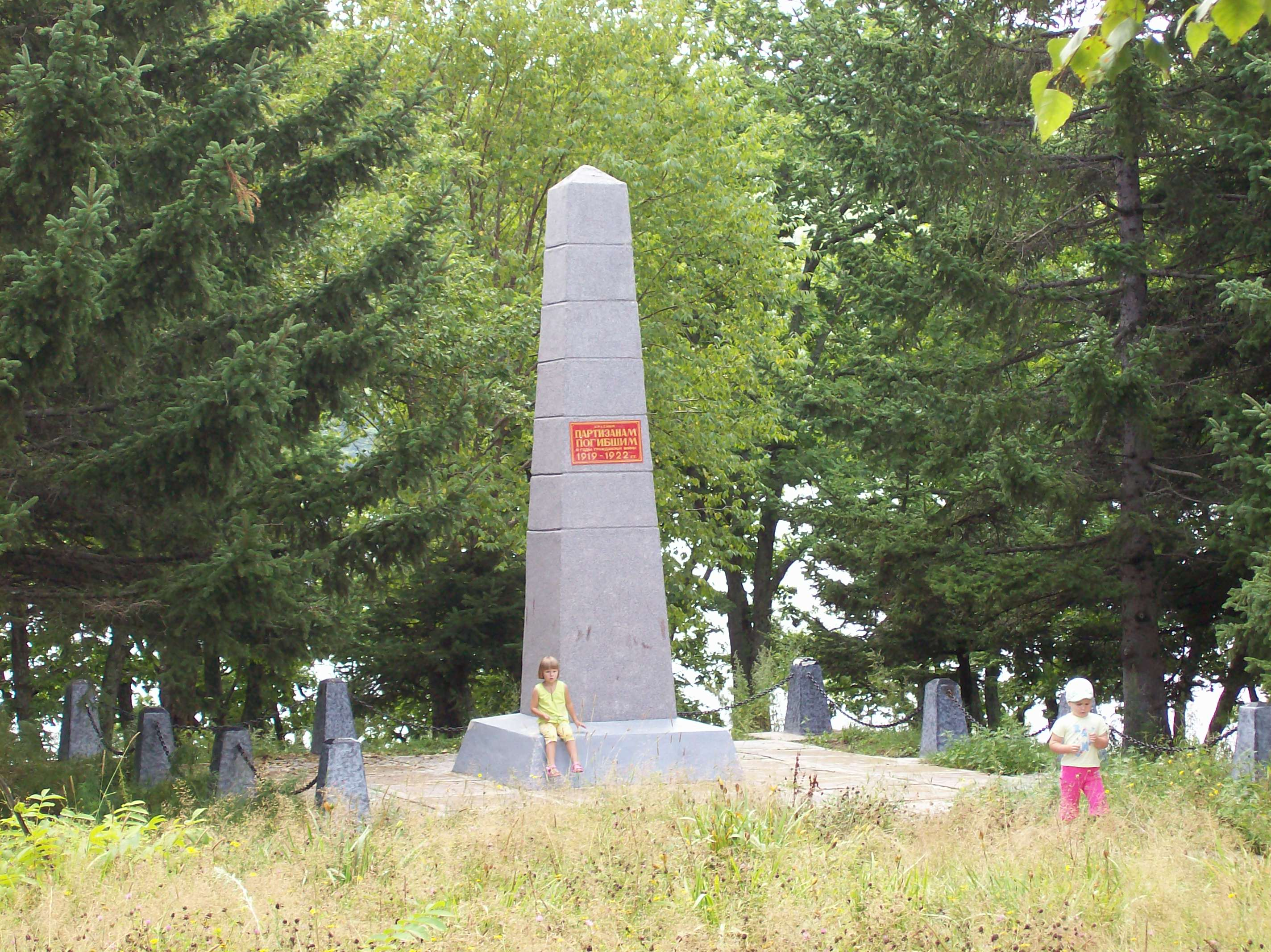
Посёлок Ольга, памятник красным партизанам

В 1859 году первые переселенцы из центральных районов России поселились в километре от бухты Ольга и образовали деревню Новинки. Деревня насчитывала 25 дворов, но из-за сильных туманов жители перебрались в долину реки Аввакумовка (Вай-Фудзин), и к 1906 году в деревне остался один житель.

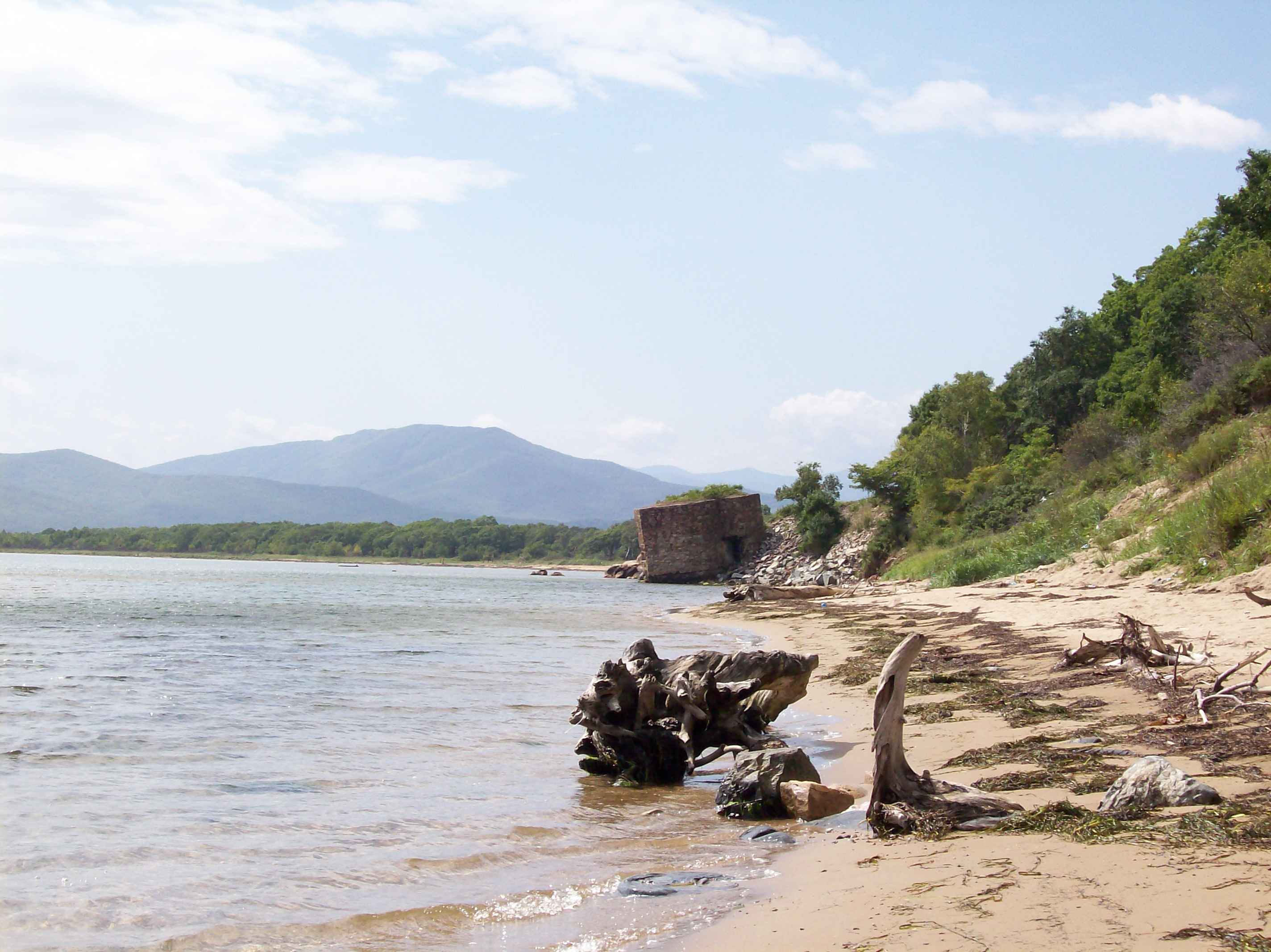
Дот времён Второй мировой войны на берегу залива Ольги

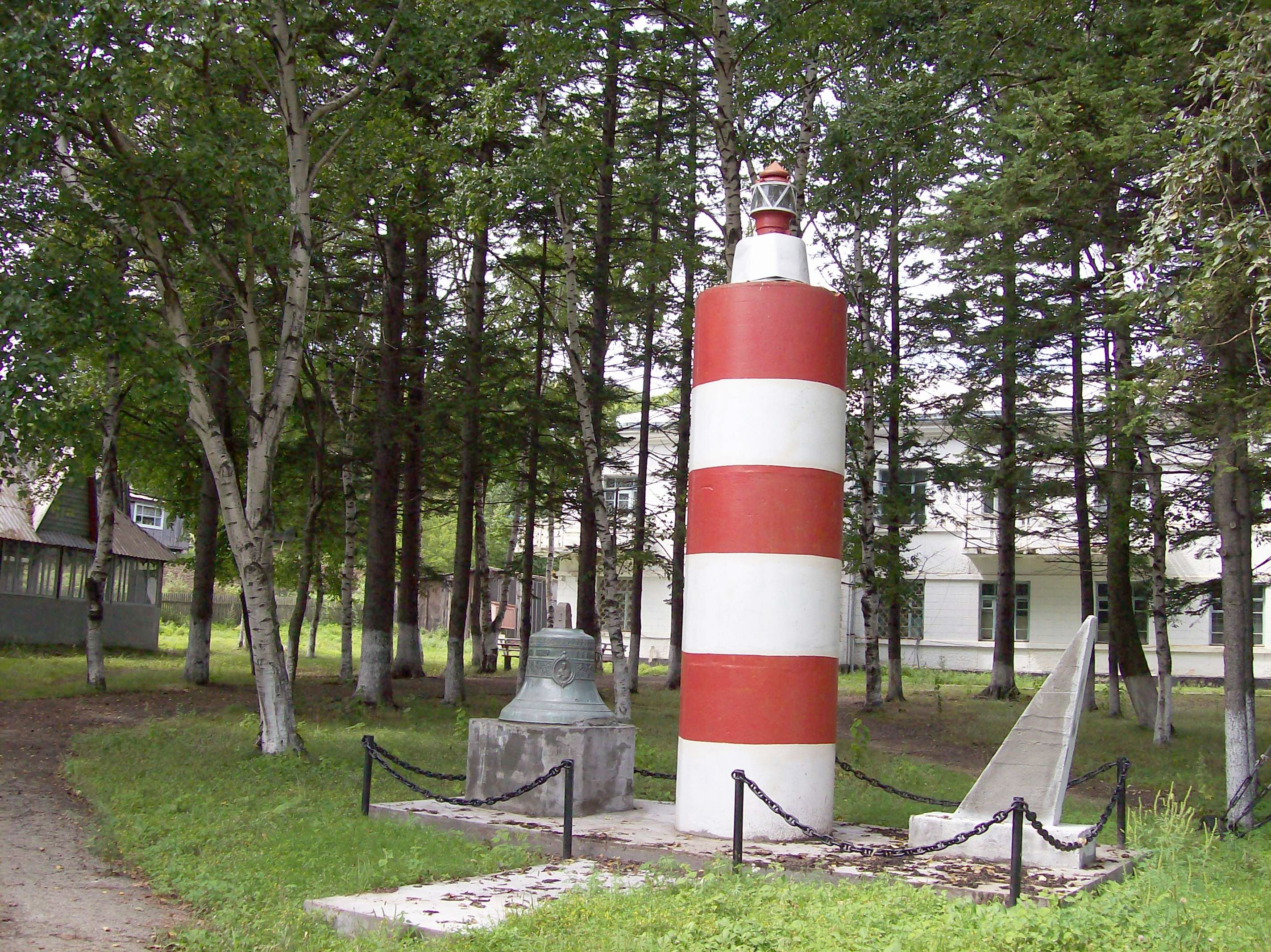
Памятный знак, посвящённый гидрографической службе Ольгинского района

История образования населённых пунктов:
- 1860 год — посёлок городского типа Ольга
- 1861 год — село Ветка
- 1864 год — село Пермское
- 1868 год — село Милоградово
- 1900 год — село Маргаритово
- 1902 год — посёлок Моряк-Рыболов
- 1906 год — село Серафимовка, село Михайловка
- 1907 год — село Весёлый Яр, село Бровки, село Фурманово
- 1908 год — село Молдавановка
- 1909 год — село Лиственное
- 1911 год — село Щербаковка
- 1932 год — посёлок Тимофеевка
- 1934 год — посёлок Норд-Ост
- 1936 год — посёлок Ракушка
- 1938 год — посёлок Горноводный

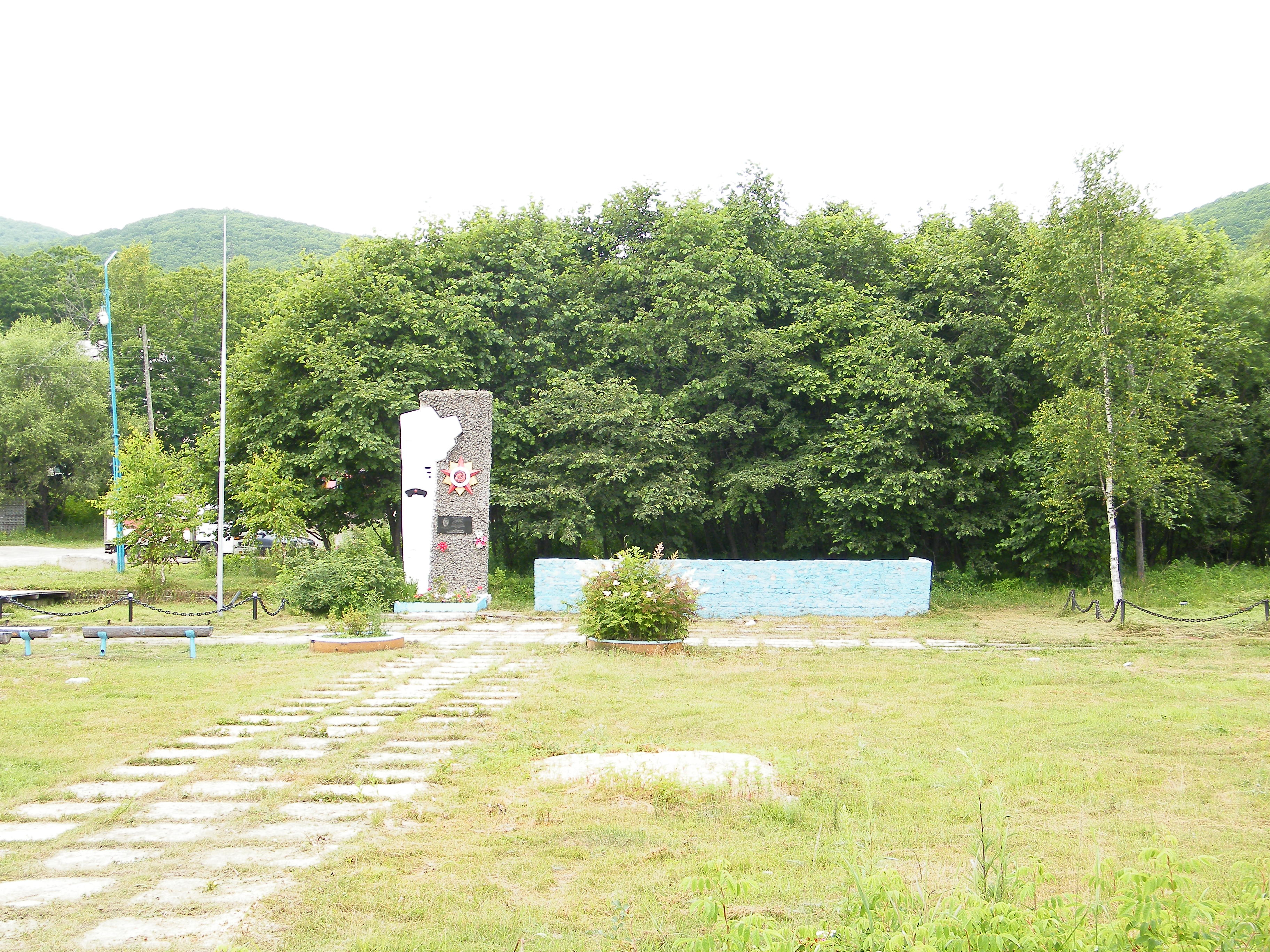
Посёлок Ракушка, памятник подводникам

Прекратили своё существование: Петропавловка, Попельня, Туманово, Крещатик, Васильки, Нижний.
Переименованы в 1972 году после конфликта на острове Даманский: посёлок Моряк-Рыболов (Пфусунг), посёлок Горноводный (Сандагоу), село Лиственное (Лиственная Падь).
В июне 1909 года — создан Ольгинский уезд с центром в селе Владимиро-Александровское. Уезд объединял волости: Киевскую, Ключевскую, Маргаритовскую, Новолитовскую, Новонежинскую, Пермскую, Петровскую, Сучанскую, Фроловскую, Цемухинскую.
В 1912 году открыта начально-приходская школа.
К 1917 году в Ольге построены кирпичный и пивоваренный завод.
В 1923 году имелась школа, состоящая из пяти классов.
Постановлением Президиума ВЦИК от 4 января 1926 года был образован Ольгинский район с центром в селении Ольга. В 1963 году переименован в Ольгинский сельский район и обратно в 1965 году.
Современные границы района определены в 1941 году.
До 1941 года Ольгинский район включал территорию Лазовского, Кавалеровского и Дальнегорского районов.
Площадь района составляла 16831 км², в настоящее время — 6415,98 км².

## Население

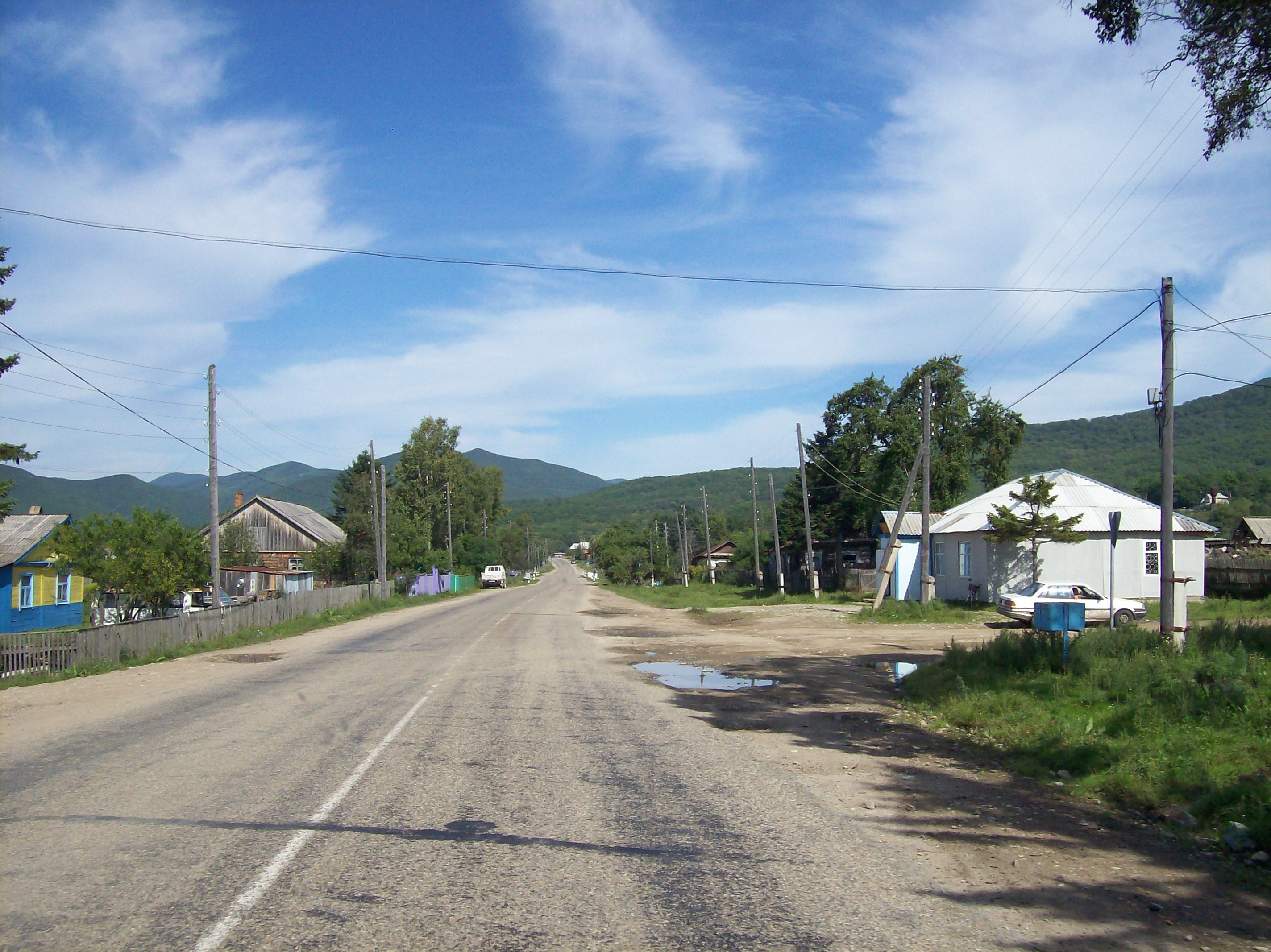
Село Пермское

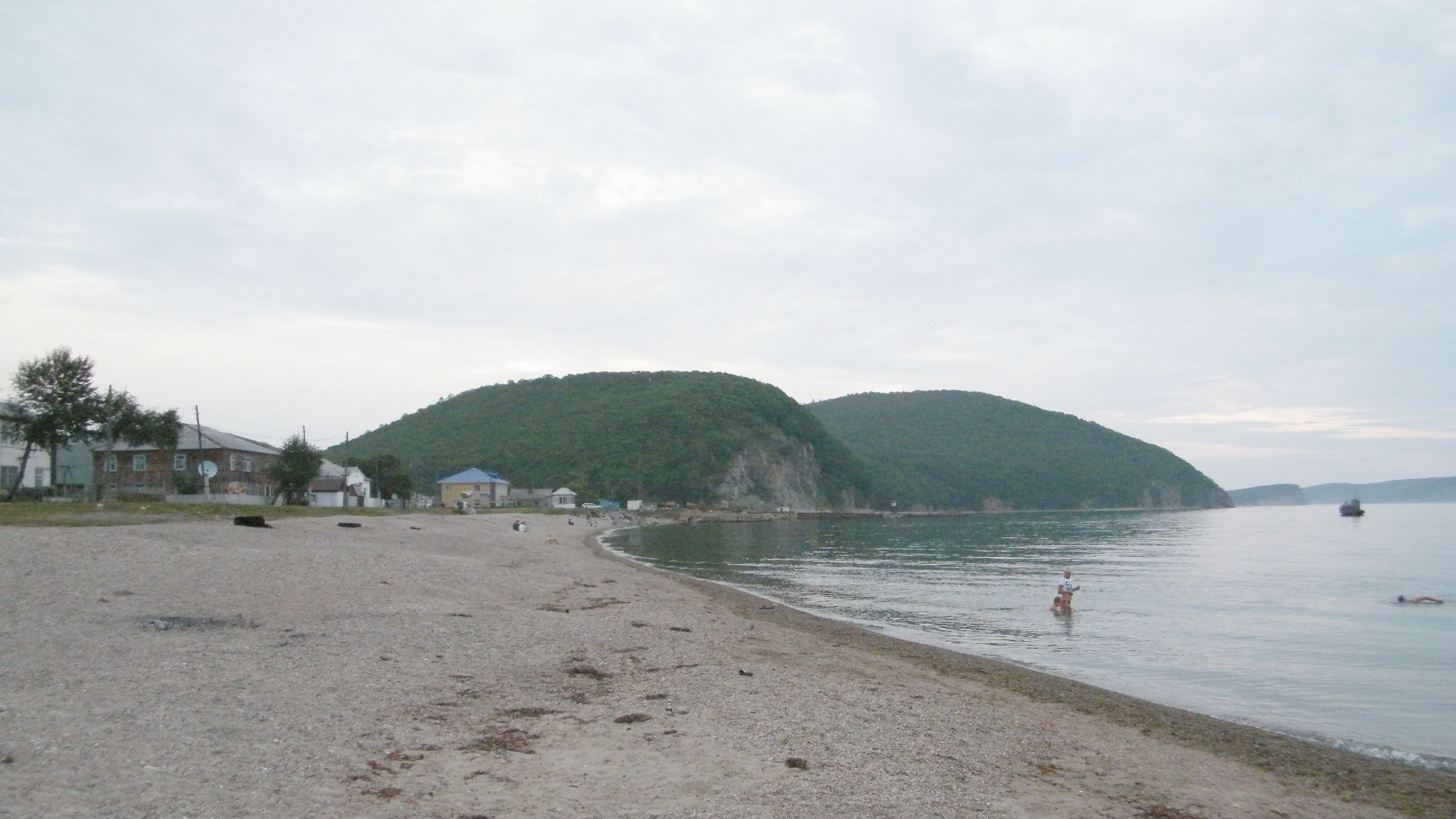
Село Весёлый Яр

| 1926    | 1928    | 1929    | 1930    | 1931    | 1933    | 1939    | 1959    | 1970    | 1979    |
| ------- | ------- | ------- | ------- | ------- | ------- | ------- | ------- | ------- | ------- |
| 20 024  | ↗21 800 | ↗22 284 | ↗24 600 | ↗31 200 | ↗37 000 | ↘36 839 | ↘14 365 | ↘11 918 | ↗13 864 |
| 1989    | 1992    | 2002    | 2006    | 2008    | 2009    | 2010    | 2011    | 2012    | 2013    |
| ↗16 006 | ↗16 100 | ↘12 044 | ↘11 900 | ↘11 760 | ↘11 646 | ↘10 701 | ↘10 658 | ↘10 380 | ↘10 287 |
| 2014    | 2015    | 2016    | 2017    | 2018    | 2019    | 2020    | 2021    | 2022    | 2023    |
| ↘10 106 | ↘9954   | ↘9708   | ↘9487   | ↘9269   | ↘9090   | ↘8853   | ↘7709   | ↘7652   | ↘7511   |
| 2024    |         |         |         |         |         |         |         |         |         |
| ↘7209   |         |         |         |         |         |         |         |         |         |

### Урбанизация
Городское население (посёлок городского типа Ольга) составляет  42,18 % от всего населения района.
Демография
Рождаемость 11 на 1000 человек.
Смертность 10 на 1000 человек.
Естественный прирост — 1 чел/1000 чел.
Миграционный прирост — 14 чел./1000 чел. (данные за 1993 год)
возрастная структура:
Дети до 16 лет — 28,0 %
Трудоспособное население — 56,9 %
Пенсионное население — 15,1 %

### Естественное движение населения
С 2005 по 2015 в районе, постоянно наблюдается естественная убыль населения.
Естественное движение населения
|          | 2005 | 2006 | 2007 | 2008 | 2009 | 2010 | 2011 | 2012 | 2013 | 2014 |
| -------- | ---- | ---- | ---- | ---- | ---- | ---- | ---- | ---- | ---- | ---- |
| Рождений | 127  | 116  | 128  | 131  | 150  | 127  | 106  | 128  | 123  | 129  |
| Смертей  | 163  | 154  | 157  | 133  | 154  | 171  | 155  | 150  | 156  | 147  |
| Е.п      | -36  | -38  | -29  | -2   | -4   | -44  | -49  | -22  | -33  | -18  |
|          | 2015 | 2016 | 2017 | 2018 | 2019 |      |      |      |      |      |
| Рождений | 91   |      |      |      |      |      |      |      |      |      |
| Смертей  | 173  |      |      |      |      |      |      |      |      |      |
| Е.п      | -82  |      |      |      |      |      |      |      |      |      |

В Ольгинском районе проживают представители малого коренного народа Дальнего Востока — тазы (в основном в селе Михайловка).

## Населённые пункты

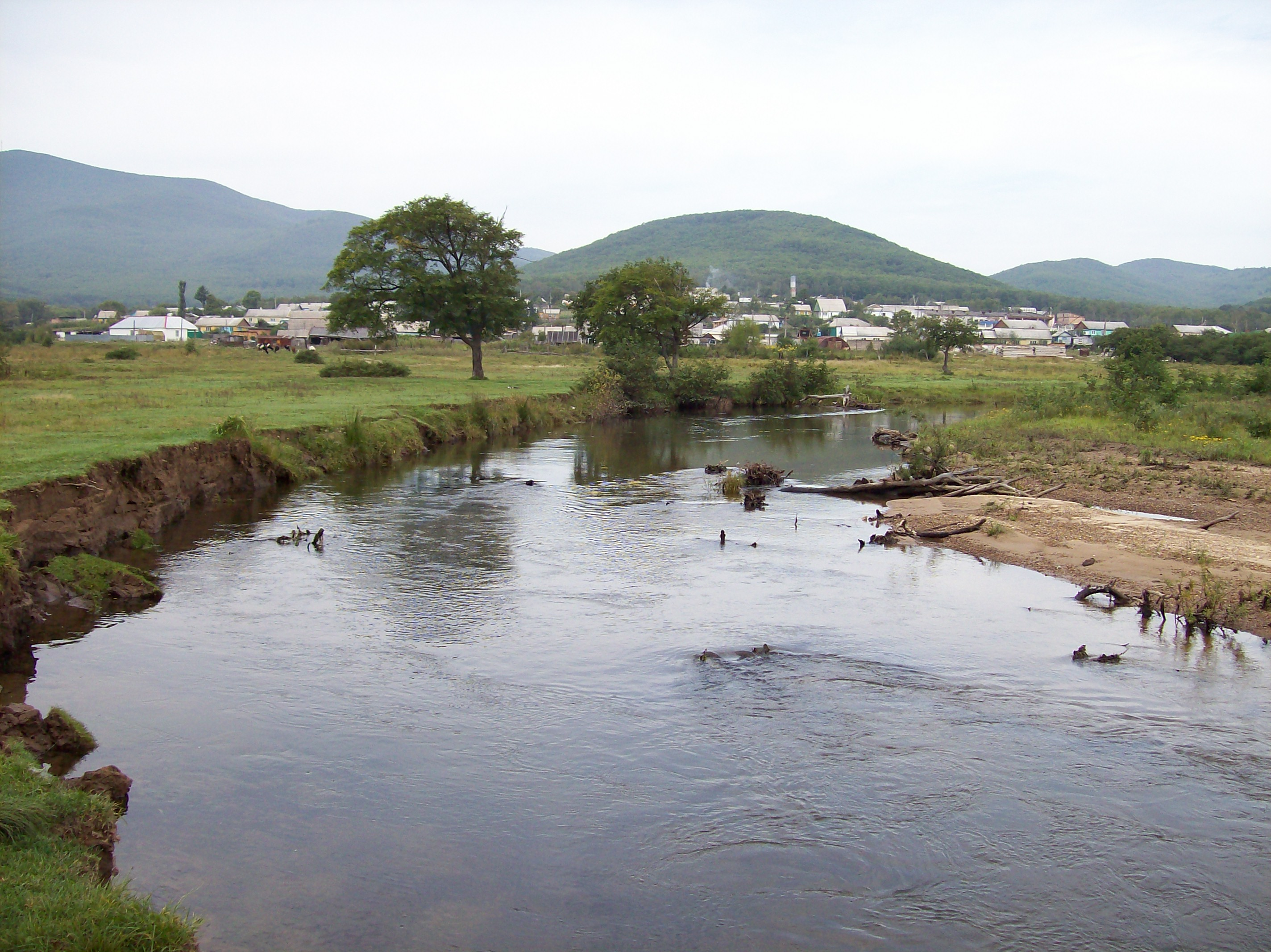
Посёлок Ольга и река Ольга

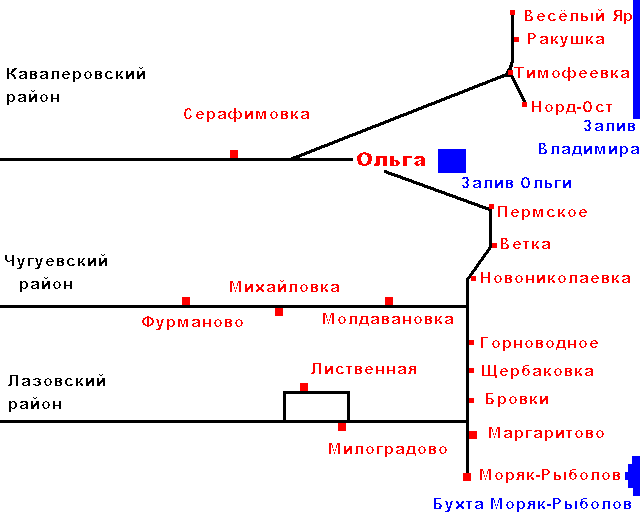
Схема Ольгинского района

В Ольгинском районе (муниципальном округе) 19 населённых пунктов, в том числе 1 городской населённый пункт (посёлок городского типа) и 18 сельских населённых пунктов.
| №  | Населённый пункт | Тип     | Население (чел.) | Бывшее муниципальное образование     |
| -- | ---------------- | ------- | ---------------- | ------------------------------------ |
| 1  | Ольга            | пгт     | ↘3041            | Ольгинское городское поселение       |
| 2  | Бровки           | деревня | ↗30              | Моряк-Рыболовское сельское поселение |
| 3  | Весёлый Яр       | село    | ↘613             | Веселояровское сельское поселение    |
| 4  | Ветка            | село    | ↘184             | Пермское сельское поселение          |
| 5  | Горноводное      | посёлок | ↘43              | Молдавановское сельское поселение    |
| 6  | Лиственная       | село    | ↘117             | Милоградовское сельское поселение    |
| 7  | Маргаритово      | село    | ↘319             | Моряк-Рыболовское сельское поселение |
| 8  | Милоградово      | село    | ↘949             | Милоградовское сельское поселение    |
| 9  | Михайловка       | село    | ↘158             | Молдавановское сельское поселение    |
| 10 | Молдавановка     | деревня | ↘14              | Молдавановское сельское поселение    |
| 11 | Моряк-Рыболов    | посёлок | ↘1066            | Моряк-Рыболовское сельское поселение |
| 12 | Новониколаевка   | село    | ↘149             | Пермское сельское поселение          |
| 13 | Нордост          | посёлок | ↘2               | Тимофеевское сельское поселение      |
| 14 | Пермское         | село    | ↘683             | Пермское сельское поселение          |
| 15 | Ракушка          | посёлок | ↘589             | Веселояровское сельское поселение    |
| 16 | Серафимовка      | село    | ↘277             | Ольгинское городское поселение       |
| 17 | Тимофеевка       | посёлок | ↘1157            | Тимофеевское сельское поселение      |
| 18 | Фурманово        | село    | ↘97              | Молдавановское сельское поселение    |
| 19 | Щербаковка       | село    | ↗62              | межселенная территория               |

Расположение населённых пунктов:
Вблизи посёлка Ольга находятся сёла Серафимовка, Пермское, Ветка.
Весёлый Яр, Ракушка, Тимофеевка, Нордост — населённые пункты, компактно расположенные на берегу залива Владимира.
Фурманово, Новониколаевка, Молдавановка, Михайловка, Горноводное, Щербаковка, Бровки, Маргаритово, Моряк-Рыболов, Милоградово, Лиственная расположены в южной, отдалённой от Ольги части района.

## Муниципальное устройство
В рамках организации местного самоуправления в границах района функционирует Ольгинский муниципальный округ (с 2004 до 2022 гг. — Ольгинский муниципальный район).
С декабря 2004 до марта 2022 гг.  в существовавший в этот период Ольгинский муниципальный район входили 7 муниципальных образований, в том числе 1 городское поселение и 6 сельских поселений, а также 1 межселенная территория без статуса муниципального образования:
| №        | Муниципальное образование            | Административный центр | Количество населённых пунктов | Население (чел.) | Площадь (км²) |
| -------- | ------------------------------------ | ---------------------- | ----------------------------- | ---------------- | ------------- |
| 1        | Ольгинское городское поселение       | пгт Ольга              | 2                             | ↘3444            |               |
| 2        | Веселояровское сельское поселение    | село Весёлый Яр        | 2                             | ↘690             | 121,00        |
| 3        | Милоградовское сельское поселение    | село Милоградово       | 2                             | ↘843             |               |
| 4        | Молдавановское сельское поселение    | село Михайловка        | 4                             | ↘216             | 14,50         |
| 5        | Моряк-Рыболовское сельское поселение | посёлок Моряк-Рыболов  | 3                             | ↘975             | 11,55         |
| 6        | Пермское сельское поселение          | село Пермское          | 3                             | ↘699             | 14,75         |
| 7        | Тимофеевское сельское поселение      | посёлок Тимофеевка     | 2                             | ↘780             | 31,00         |
| 7.000001 | межселенная территория               |                        | 1                             | ↗62              |               |

Законом от 23 июня 2022 года все городское и сельские поселения со всем муниципальным районом были упразднены и преобразованы путём их объединения в муниципальный округ.

## Экономика
- Ольгинский морской порт.
- Заготовка и переработка леса.
- Рыболовство.

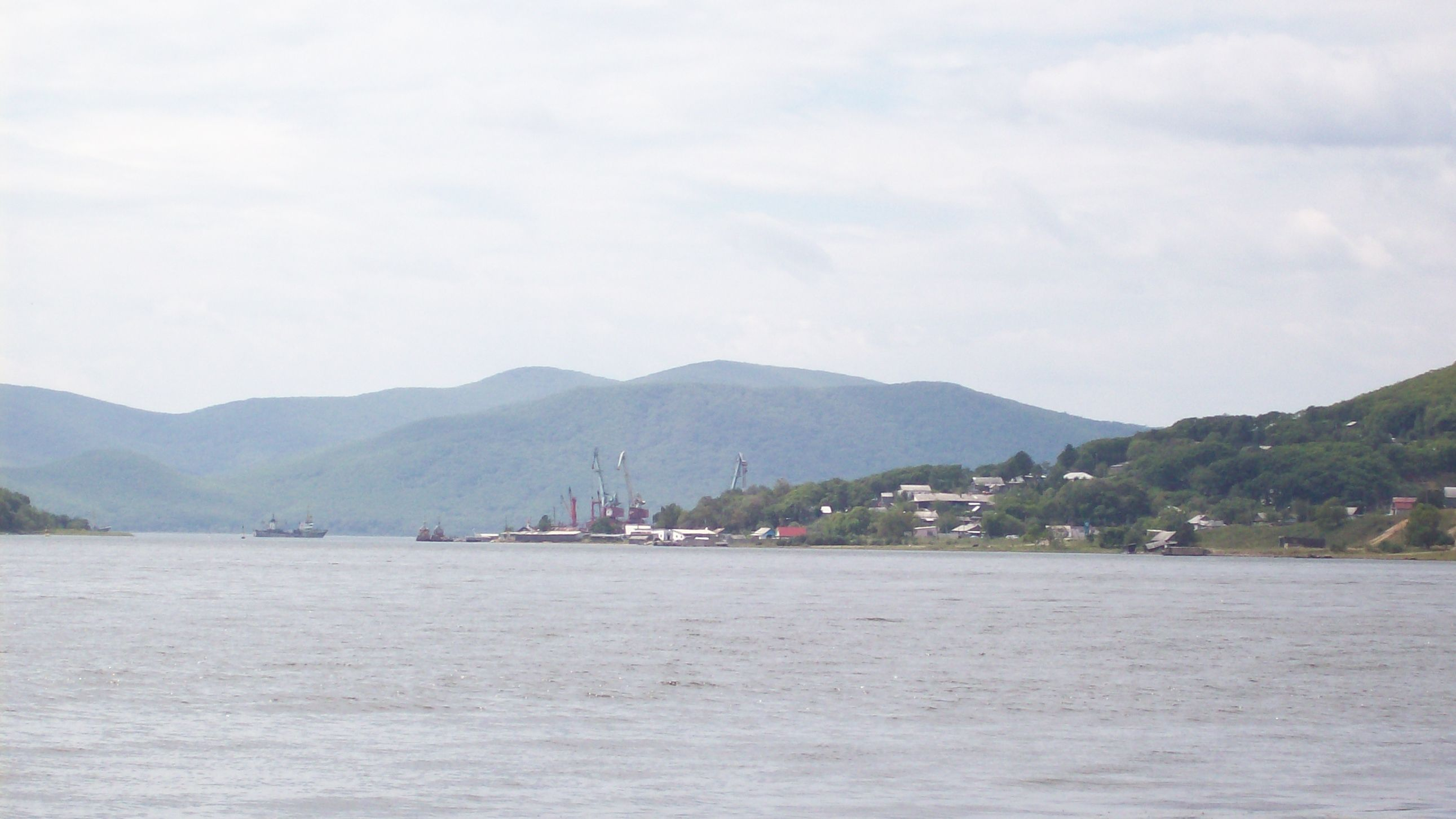
Ольгинский морской порт

- В районе расположены источники минеральных вод. Производится добыча и розлив минеральной воды «Горноводный источник».
- В селе Весёлый Яр построен агаровый завод.
- В селе Милоградово находится крупный молокозавод.

### Свободный порт Владивосток
С октября 2015 года территория Ольгинского района включена в состав Свободного порта Владивосток. Территории Ольгинского района и городского округа Спасск-Дальний были включены в закон о свободном порте на стадии его прохождения Государственной Думы. Глава Ольгинского муниципального района Сергей Басок вошёл в состав Наблюдательного совета Свободного порта Владивосток.

В Ольге есть небольшой порт, и особый режим Свободного порта дает ему шанс на развитие.— прокомментировал глава Приморского края Владимир Миклушевский (газета «Приморская газета», 02.09.2015)
Режим свободного порта включает в себя налоговые льготы (пятилетние налоговые каникулы по налогу на прибыль организаций — 5 %, а также по налогу на имущество организаций и по земельному налогу, льготная ставка страховых взносов для инвестиционных проектов, реализуемых в течение первых 10 лет в размере 7,6 %, понижающий коэффициент по НДПИ и ускоренная процедура возмещения НДС), упрощение таможенных (быстрый режим пересечения границы при осуществлении международной торговли) и визовых процедур (получение 8-дневной въездной визы непосредственно на границе), максимальное снижение административных барьеров (сокращение сроков проведения фискальных проверок) и т. д.

## Транспорт

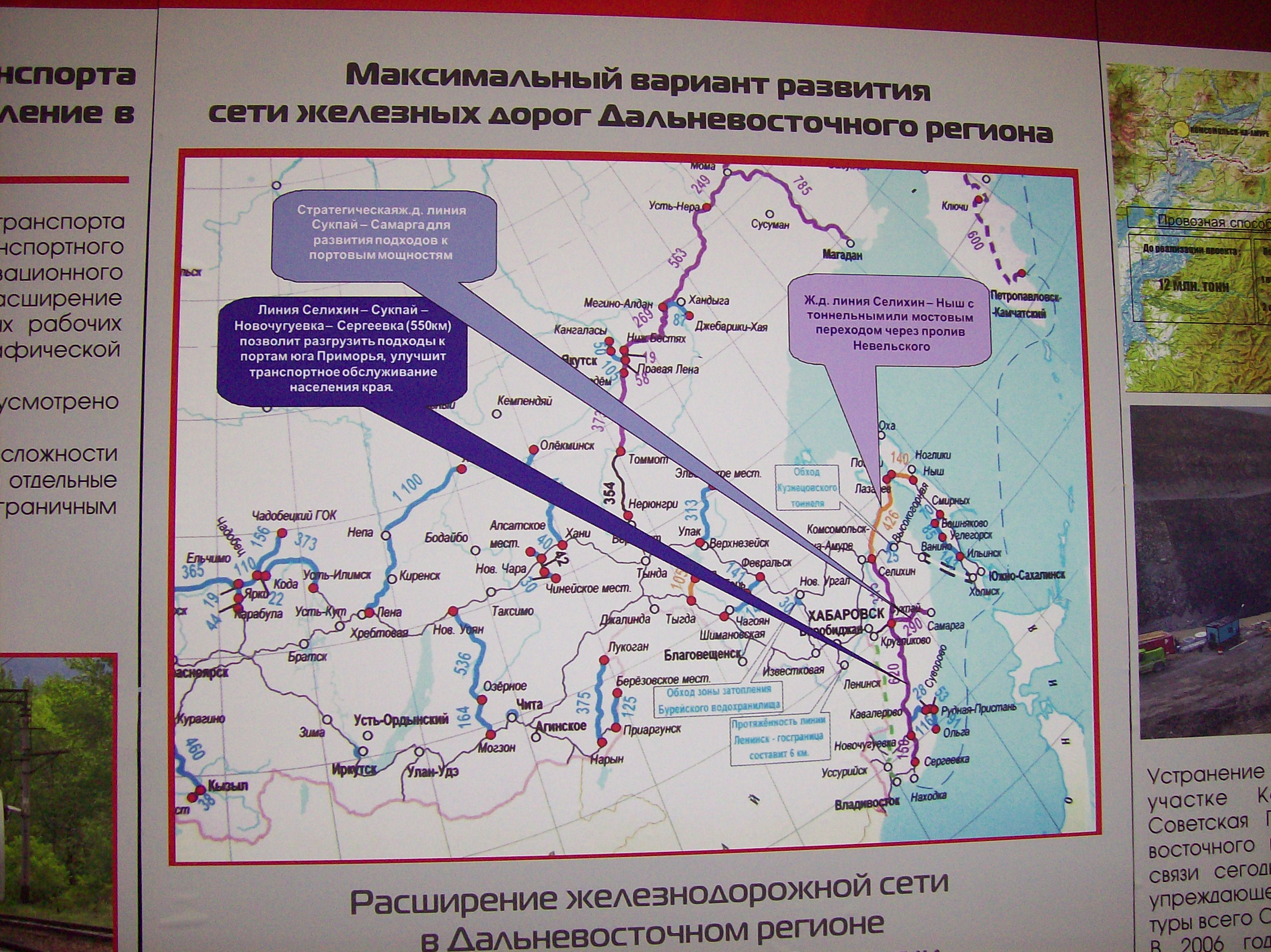
Международная выставка «Транспорт Дальнего Востока», Хабаровск, октябрь 2008 года. Программа Правительства Российской Федерации по развитию железнодорожного транспорта в Сибири и на Дальнем Востоке.

Посёлок Ольга связан междугородним автобусным сообщением с Кавалерово, Арсеньевым, Дальнегорском, Спасск-Дальним, Уссурийском, Владивостоком. Осуществляются внутрирайонные автобусные перевозки.
Посёлок Ольга связан с Кавалерово и с Находкой автомобильной дорогой регионального значения Р447, полностью асфальтирована дорога до села Весёлый Яр, дорога до села Владимиро-Александровское частично асфальтирована.
До 1990-х годов посёлок Ольга был связан авиасообщением с Владивостоком, регулярные рейсы совершались на самолётах Ан-2 и Як-40. До 1990-х годов в залив Ольги регулярно заходили пассажирские суда Дальневосточного морского пароходства, курсирующие вдоль побережья Приморского края.
Морской торговый порт Ольга включает в себя помимо, собственно, порта Ольга ещё и порты и терминалы: Рудная Пристань в селе Рудная Пристань (Дальнегорский городской округ), Пластун в посёлке Пластун и Светлая в посёлке Светлая (оба — Тернейский район).
Железнодорожного транспорта в Ольгинском районе нет. Имеются проекты продления железной дороги от станции Новочугуевка (Чугуевский район) до Кавалерово и далее до Ольги, села Рудная Пристань, Дальнегорска.

## Связь
Телефонный код Ольгинского района — +742376
Сотовая связь в Ольгинском районе представлена (на осень 2012 года) операторами сотовой связи — НТК, Билайн, МегаФон, Ростелеком и МТС. В населённых пунктах, расположенных по берегам залива Владимира — только НТК и МегаФон. В некоторых сёлах сотовая связь отсутствует.

## Средства массовой информации
В Ольгинском районе издаётся общественно-политическая газета «Заветы Ленина», индекс 53427, тираж 1300 экз. (на 2011 год).

## Рекреационный туризм

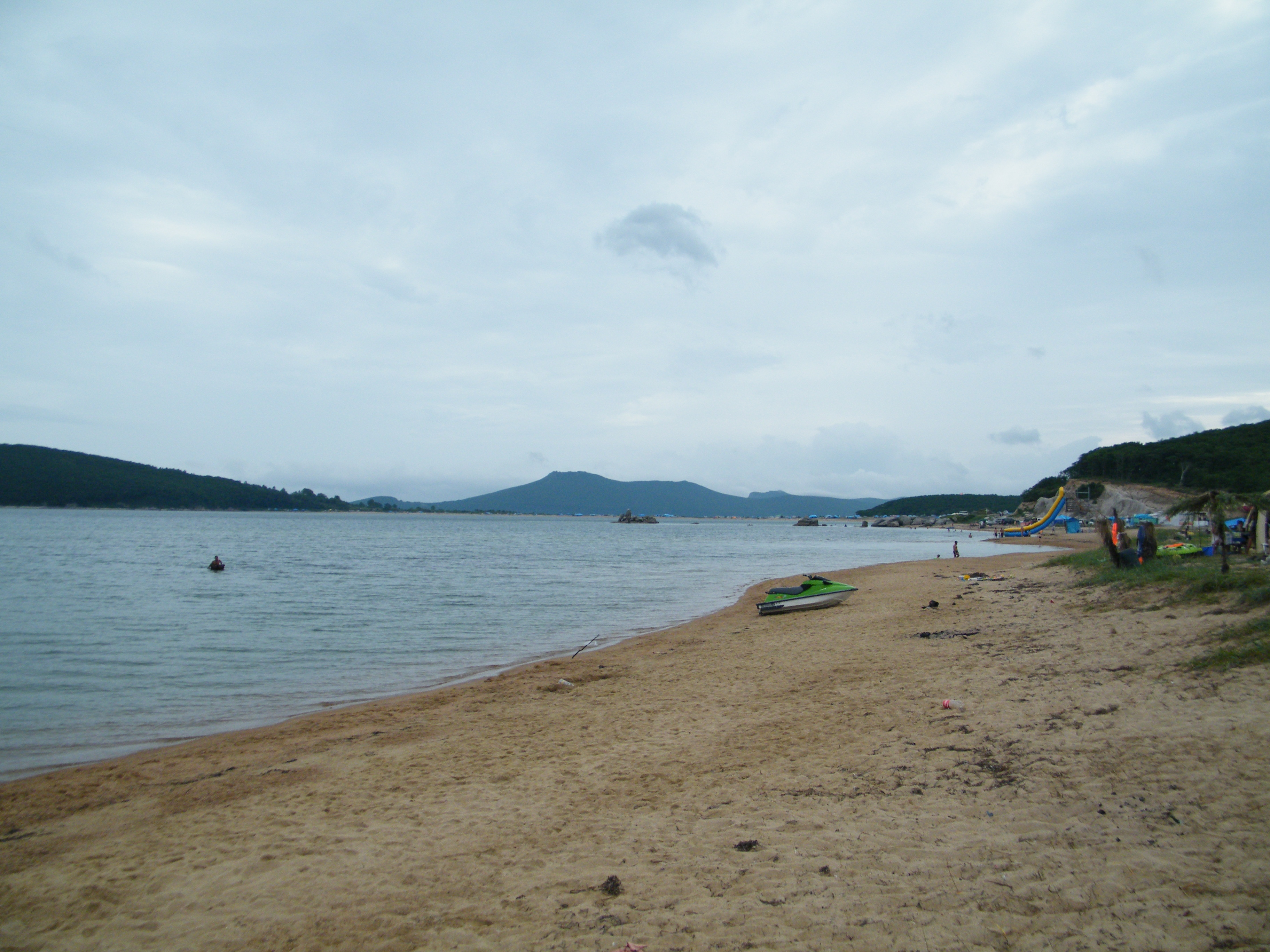
Пляж в заливе Владимира

Ольгинский район представляет также туристический интерес.
- Залив Владимира и залив Ольги являются местом летнего отдыха дальневосточников.
- В устьях рек Ольгинского района в осеннее время организуется лицензионный лов кеты.
- Вдоль побережья Японского моря расположен Васильковский государственный зоологический (охотничий) заказник.
- На реке Милоградовка расположен самый высокий в Приморском крае водопад — Поднебесный, высотой около 60 метров.
- В верховьях реки Мокруша, у села Весёлый Яр, находится Мокрушинская пещера (самая большая в Приморье), являющаяся памятником природы национального значения.